# صموئيل فريدريك شتاين
صموئيل فريدريك شتاين (بالألمانية: Friedrich von Stein)‏ هو عالم حشرات ألماني، ولد في 3 نوفمبر 1818 في نيمغك في ألمانيا، وتوفي في 9 يناير 1885 في براغ في التشيك.